# تیم ملی سپک تاکرا مردان ایران
سپک تاکرا  ورزشی  شبیه والیبال است که به‌جای دست از پا برای گذراندن توپ از تور استفاده می‌شود. این بازی از ورزش‌های بومی جنوب شرق آسیا است و در تایلند، مالزی، لائوس و اندونزی دارای محبوبیت است.
مسابقات بین‌المللی سپک تاکرا زیر نظر فدراسیون جهانی سپک تاکرا برگزار می‌شود و سپک تاکرا قهرمانی جهان (با عنوان جام پادشاهی) هرسال در بانکوک برگزار می‌شود. همچنین این مسابقات دارای برنامه های مسابقات در سطح آسیایی در بازی های  مسابقات بازی‌های آسیایی و بازی‌های آسیایی داخل سالن می باشد.

## سپک تاکرا در ایران
در سال ۱۳۸۲ ورزش سپک تاکرو به همت علی فولادی راد و چند نفر دیگر از علاقه‌مندان این ورزش به ایرانیان مشتاق معرفی شد. با تلاش فولادی راد این ورزش در ایران شکل گرفته و او از سال ۱۳۸۲ تا ۱۳۸۸ به عنوان رئیس انجمن سپک تاکرا فعالیت کرد. در این سال با عزل فولادی راد مهدی سلامی سرپرستی را به دستور فدراسیون ورزشهای همگانی برعهده گرفت و و سپس ریاست این انجمن به سهراب آزاد داده شد
پس از ثبات در مدیریت این انجمن توانست تیم‌های ملی سپک تاکرای بانوان و تیم ملی ساحلی آقایان برای شرکت در مسابقات آماده کنند بگونه ای که امروزه در یم‌های ملی سپک تاکرا و هوپ تاکرا کشورمان در بیش از ۱۵ رقابت برون مرزی مانند مسابقات جهانی ' المپیک آسیایی و بازی‌های آسیایی داخل سالن شرکت می‌کنند.

## اعضای تیم و مربیان درمسابقات ۲۰۱۸ آسیایی
- سرمربی :محمد مرادی[۴] مجتبی قربانی کمک مربی، محمدجواد فراهانی مربی بدنسازی[۵]
- بازیکنان :وحید ابراهیمی ، امیر حسنی ، احسان امان بار ، امیر خانی ، وحید ملکی ، مرتضی مقدم ، مهرداد جعفری ، سینا رضایی، محمد صفایی ، حمید گرویی، ناصر پنق، فرشاد کایکانی ، رامین رامندی ، امیررضا قدرتی ، رضا اکبری ، امید حسنی ، میلاد مرادجلایری حمیدرضا عباسی [۶]

تیم ملی سپک تاکرای ایران پس از شکست تیم نپال، مصاف تیم سنگاپور رفته و با قبول شکست به مقام پنجم مسابقات آسیایی نایل آمدند.

## مسابقات جهانی تایلند ۲۰۱۷ گرایش رگو
تیم مردان سپک تاکرای ایران در مسابقات جهانی سپک تاکرا سبک رگو در شهر بانکوک پایتخت تایلند به قهرمانی رسید.
در این دوره از مسابقات تیم ملی ایران با شکست پاکستان، بلژیک و استرالیا گام به فینال گذاشت و در مسابقه نهایی با مغلوب گردن هند به قهرمانی جهانی در سبک رگو دست یافت.